# Balcha reticulata
Balcha reticulata är en stekelart som först beskrevs av Nikol'skaya 1952.  Balcha reticulata ingår i släktet Balcha och familjen hoppglanssteklar. Inga underarter finns listade.